# Вибачте, Ви нормальні?
«Вибачте, Ви нормальні?» («L'infermiera di notte») — італійська еротична комедія 1979 року, знята режисером Умберто Ленці, з Ренцо Монтаньяні і Анною Марією Ріццолі у головних ролях.

## Сюжет
Будучи затятим поборником суспільної моралі та чесноти, суддя Густаво Спарв'єрі давно й безуспішно намагається вийти на студію, де знімаються фото для еротичних коміксів, головною моделлю яких є красуня під псевдонімом Ніні-Помпон. Герой навіть не підозрює, що дівчину, яку він розшукує, насправді звуть Анна Марія Іммаколата (Непорочна) і вона є дочкою президента Громадської асоціації християнської моралі.

## У ролях
- Ренцо Монтаньяні: Густаво Спарв'єрі
- Рей Лавлок: Франко Астуті
- Енцо Черузіко: Нікола «Ніколь» Пройєтті
- Анна Марія Ріццолі: Анна Грізалья
- Альдо Маччоне: комісар Пекорелла
- Сальваторе Джаконо: маршал Ло Белло
- Марко Туллі: високоповажний Гризалля
- Семмі Барбот: Чарлі
- Лука Спортеллі: Мартіно
- Сюзанна Шеммарі: Карла
- Енцо Андроніко: режисер фотороманів
- Паоло Бароні: хлопчик в окулярах
- Данте Клері: бухгалтер
- Марчелло Мартана: маршал
- Вінічіо Діаманті: ведучий показу мод
- Джиммі іл Феномено: перехожий

## Знімальна група
- Режисер: Умберто Ленці
- Ідея: Умберто Ленці, Дардано Саккетті
- Сценарій: Умберто Ленці, Дардано Саккетті
- Продюсер: Марія Піа Джардіні
- Оператор: Гульєльмо Манкорі
- Монтаж: Евгеніо Алабізо
- Композитор: Франка Мікаліцці
- Художник: Карло Джентілі